# Martinsart British Cemetery
Martinsart British Cemetery is een Britse militaire begraafplaats met gesneuvelden uit de Eerste Wereldoorlog gelegen in het Franse dorp Martinsart, een gehucht van de gemeente Mesnil-Martinsart (departement Somme).
De begraafplaats ligt aan Les Treize op 400 m ten zuiden van het dorpscentrum (Église Saint-Gilles). Ze werd ontworpen door Reginald Blomfield en heeft een langwerpig grondplan dat aan drie zijden afgebakend wordt door een bakstenen muur. Aan de straatzijde is er geen afsluiting en de open toegang bestaat uit negen opwaartse treden tussen twee bakstenen bloembakken. De noordelijke muur heeft een licht naar buiten gebogen vorm en het Cross of Sacrifice staat hier opgesteld. De grafzerken zijn uitgevoerd in rode Corsehill- of Locharbriggs-zandsteen in plaats van de meer gebruikelijke witte portlandsteen. Het registerkastje staat op een afzonderlijke sokkel dicht bij de oostelijke muur.
De begraafplaats wordt onderhouden door de Commonwealth War Graves Commission en telt 488 graven waaronder 155 niet geïdentificeerde.

## Geschiedenis
De geallieerde frontlinie lag tot september 1916 dicht bij Martinsart en na het Duitse lenteoffensief opnieuw van maart tot augustus 1918. De begraafplaats werd eind juni 1916 aangelegd toen 14 manschappen van de 13th Royal Irish Rifles hier werden begraven in wat nu perk I, rij A is. Ze werd tot oktober 1916 gebruikt als frontbegraafplaats en opnieuw in september 1918 toen lichamen door het V Corps vanuit de slagvelden werden aangevoerd om hier begraven te worden. Na de wapenstilstand werd de begraafplaats uitgebreid toen er meer graven werden aangevoerd vanuit het gebied ten noorden, oosten en zuiden van het dorp. 
Onder de geïdentificeerde doden zijn er 325 Britten en 8 Nieuw-Zeelanders. Voor zes Britten werden Special Memorials opgericht omdat hun graven niet meer gelokaliseerd konden worden en men neemt aan dat ze onder naamloze grafzerken liggen.

## Graven
- soldaat W. Martin (Bedfordshire Regiment) was 17 jaar toen hij op 14 april 1918 sneuvelde.

### Onderscheiden militairen
- Frederick Septimus Kelly, luitenant-commander bij de Royal Naval Volunteer Reserve werd onderscheiden met het Distinguished Service Cross (DSC).
- C.E. Omer, soldaat bij het London Regiment werd onderscheiden met de Distinguished Conduct Medal (DCM).
- James Frederick Morris, fitter bij de Royal Field Artillery werd onderscheiden met de Meritorious Service Medal (MSM).
- sergeant R.R. Lowery; de korporaals W.E. Pearce en J.H. Faulks en de soldaten G. Walton, C. Davenport, Charles Frederick Bullock, Eben Morris en E.H. Thorne werden onderscheiden met de Military Medal (MM).

### Aliassen
- soldaat John Fannon diende onder het alias J. Crane bij het West Yorkshire Regiment (Prince of Wales's Own).
- soldaat John Albert Sharp diende onder het alias G.E. Woolf bij de Lancashire Fusiliers.